# Boudewijn II van Nieppe
Boudewijn van Nieppe (ca. 1345 - Brugge, 11 mei 1410) was proost van Sint-Donaas in Brugge.

## Levensloop
Van Nieppe had een broer, Willem van Nieppe, die raadsheer was van de hertog van Bourgondië en hij was waarschijnlijk ook verwant met Mailinus van Nieppe, grafelijk kanselier. In 1366 werd hij het eerst vermeld als clericus die echter de wijdingen nog niet had ontvangen.
Rond 1370-1373 deed hij universitaire studies, die hij eindigde met diploma's in de rechten en in de filosofie.
In 1371 was hij al kanunnik in Aalst, in Poperinge en in Laon. Hij werd later ook deken in de kathedraal van Laon. Hij werd in 1378 leermeester van Jan zonder Vrees.
Op 29 oktober 1397 werd Boudewijn van Nieppe verkozen door het kapittel tot proost en kanselier van Vlaanderen. Op 4 april 1398 werd hij geïnstalleerd door de bisschop van Doornik, in aanwezigheid van Filips de Stoute. Hij overleed in Brugge en werd in de Sint-Donaaskerk begraven onder een vloerzerk waarop een priesterfiguur in albe stond afgebeeld. De zerk is verdwenen, maar kanunnik de Molo heeft er ons een tekening van nagelaten.